# Tuffi alla XXX Universiade - Squadra mista
La gara di tuffi a squadre mista dell'Universiade di Napoli 2019 si è svolta l'8 luglio 2019, alle 14:15, alla Piscina Mostra d’Oltremare a Napoli. Hanno partecipato alla competizione 22 tuffatori, provenienti da 11 differenti nazioni.

## Risultati
| Pos.    | Atleti                                          | Nazione       | T1    | T2    | T3    | T4    | T5     | T6    | Tot.   |
| ------- | ----------------------------------------------- | ------------- | ----- | ----- | ----- | ----- | ------ | ----- | ------ |
| Oro     | Jingjing Jiao Bowen Huang                       | Cina          | 45,00 | 47,00 | 66,00 | 86,40 | 59,20  | 78,20 | 381,80 |
| Argento | Alejandra Estrella Madrigal Adán Zúñiga Ornelas | Messico       | 52,80 | 78,00 | 72,00 | 76,00 | 44,00  | 36,00 | 358,80 |
| Bronzo  | Eun-bi Cho Jae-gyeong Yi                        | Corea del Sud | 45,00 | 50,00 | 58,80 | 71,40 | 63,00  | 69,00 | 357,20 |
| 4       | Karina Shkliar Aleksandr Belevtsev              | Russia        | 50,00 | 63,00 | 66,30 | 43,40 | 71,40  | 41,00 | 335,10 |
| 5       | Daria Lenz Jacob Siler                          | Stati Uniti   | 45,00 | 39,00 | 64,35 | 54,00 | 64,60  | 61,50 | 328,45 |
| 6       | Diana Shelestiuk Yevhen Naumenko                | Ucraina       | 47,00 | 45,00 | 59,20 | 58,90 | 75,20  | 36,00 | 321,30 |
| 7       | Elaena Dick Ethan Pitman                        | Canada        | 39,00 | 45,00 | 44,55 | 61,50 | 52,80  | 60,80 | 303,65 |
| 8       | Emily Meaney Nicholas Jeffree                   | Australia     | 39,00 | 36,00 | 63,55 | 49,60 | 56,00  | 52,80 | 296,95 |
| 9       | Flavia Pallotta Antonio Volpe                   | Italia        | 47,00 | 48,00 | 58,00 | 40,50 | 45,00  | 55,50 | 294,00 |
| 10      | Saskia Oettinghaus Alexander Lube               | Germania      | 42,00 | 64,00 | 48,05 | 63,00 | 25,00P | 42,00 | 284,05 |
| 11      | Yukiko Wakabayashi Haruki Suyama                | Giappone      | 42,00 | 25,00 | 60,90 | 45,90 | 47,60  | 54,25 | 275,65 |